# جامع دهوك الكبير
جامع دهوك الكبير هو من مساجد العراق التاريخية الأثرية، وشيد وبني عام 1095 هـ/1684م، من قبل الحاج أبو بكر بن محمد العمادي، ويقع في مركز مدينة دهوك في سوق العصري، وتبلغ مساحته 2500م2، وكان بناءه في السابق يشبه بناء جامع الحيدرخانة في بغداد، من حيث التصميم الهندسي والفن المعماري، ولقد تم تعميره وصيانته في عام1391 هـ/1971م، من قبل وزارة الأوقاف والشؤون الدينية، والجامع تقام فيهِ حالياً صلاة الجمعة وصلاة العيدين والصلوات الخمسة، ويعد الجامع مدرسة ومركز ديني لدراسة العلوم الفقهية والشرعية. وأشهر من شغل منصب الإمامة فيهِ ملا محمد العقراوي، وملا إسماعيل نعمة الله.